# Nikolai Laursen
Nikolai Rohde Laursen (født 19. februar 1998) er en dansk fodboldspiller, der spiller for den hollandske Eredivisie klub Heracles.

## Klubkarriere

### Brøndby IF
Han fik sin debut i Superligaen den 26. april 2015 i en kamp imod FC Vestsjælland, da han erstattede Alexander Szymanowski efter 84 minutter i en 4-0-hjemmesejr. Han scorede det fjerde og sidste mål i kampen. Han var da 17 år og 66 dage.

### PSV Eindhoven
Den 15. juni 2015 blev det offentliggjort, at Laursen havde skrevet under på en treårig kontrakt med den hollandske klub PSV Eindhoven.
Han blev den 27. juni 2018 udlejet til Brøndby IF på en etårig lejeaftale med købsoption. Efter blandet succes i sæsonen valgte Brøndby IF ikke at skrive kontrakt med Laursen.

### FC Emmen
I juli 2019 blev det offentliggjort, at Laursen skiftede til FC Emmen, der på kontraktindgivelsestidspunkt spillede i Æresdivisionen. Han skrev under på en treårig kontrakt.